# 19-й горный армейский корпус (вермахт)
19-й горный армейский корпус (нем. XIX. Gebirgs-Armeekorps) — до 10 ноября 1942 года именовался горным армейским корпусом «Норвегия».

## Боевой путь корпуса
Воевал в 1941—1944 годах в советском заполярье, на мурманском направлении.
В ноябре 1944 года — корпус отступил в Норвегию.

## Состав корпуса
В ноябре 1942:
- 2-я горнопехотная дивизия
- 6-я горнопехотная дивизия

В июле 1943:
- 2-я горнопехотная дивизия
- 6-я горнопехотная дивизия
- 210-я пехотная дивизия

В ноябре 1944
- 210пд
- 2гсд
- 6гсд
- боев.гр."норд"(8гсд)
- 388 пбр
- 193 пп
- 543 б-я РГК
- 580 б-я РГК
- 852 б-я РГК
- 503 полк полев ПВО(переим 503апбр)
- 10 горн мн д-н РГК
- 453 бат св
- 405 строит бат

В январе 1945:
- 6-я горнопехотная дивизия
- 210-я пехотная дивизия

## Командиры корпуса
- С января 1942 — генерал горных войск Фердинанд Шёрнер
- С мая 1943 — генерал горных войск Георг риттер фон Хенгль
- С июня 1944 — генерал горных войск Фердинанд Йодль